# 磯部清次
磯部 清次（いそべ せいじ、男性、1948年（昭和23年）3月1日 - ）は、ブラジル・サンパウロ州在住の空手家。極真会館（松井派）南米地区連盟総責任者・国際委員。段位は八段。福井県福井市出身。
K-1のテレビ中継などでは、アナウンサーから「磯部師範」と呼ばれており、一般でもこの呼び名の方が浸透している。

## 来歴
試割りを見て空手道に憧れを抱き、1961年（昭和36年）より習い始める。
1963年（昭和38年）より道場に通うが、道場の師範代が喧嘩に負けたのを聞き、空手道に失望する。
ある日、大山倍達の著書「100万人の空手」を読んで感銘を受け、東京の本部道場で極真会館の練習に仮参加する。その後、本格的に修行を積むため1970年（昭和45年）に上京。入門した頃は山崎照朝や大山泰彦を尊敬し憧れながら、指導を受けていたという。その他、同時期にいた先輩や仲間は、三浦美幸・岸信行・佐藤勝昭・大石代悟等がいた。
1972年（昭和47年）9月20日に弐段を允許されたのを機に帰郷する予定であったが、郷田勇三の仲介で大山倍達の命により1年の期限付きで指導のため単身ブラジルに渡る。その後40年以上経つが帰国の話はなく、現在に至る。
アデミール・ダ・コスタ（現・勢和会）、ジェームス北村、フランシスコ・フィリォ、グラウベ・フェイトーザ、エヴェルトン・テイシェイラ、アンドリュース・ナカハラなど数々の選手を育て上げた。
1999年（平成11年）11月、第7回オープントーナメント全世界空手道選手権大会に出場した弟子のフランシスコ・フィリォが初の外国人世界王者となった。
2014年（平成26年）7月、ブラジル支部40周年記念として、25カ国から世界の強豪12チームが参加し、サンパウロにて「ブラジル極真40周年記念 ワールドカップ選手権」を開催した。
また、磯部が1972年にブラジルの地へ第一歩を踏んだ10月10日を「極真の日」として、サンパウロ市議会が条例に定めた。
2018年にはサンパウロ市名誉市民章をもらう。

## 著書・参考文献
- 『ザ・ブラジル極真』　スキージャーナル、1999年（平成11年）